# Zastava M72
Zastava M72/M72A moderni je vojni laki puškomitraljez dizajniran i proizveden u kragujevačkoj tvornici Zastava Arms u Srbiji. M72/M72A dizajniran je na temeljima popularnih jurišnih pušaka iz obitelji Kalašnjikov koje su se dokazale u brojnim ratovima diljem cijeloga svijeta u zadnjih 50 i više godina.

## Povijest
U bivšem Sovjetskom Savezu od automatske puške iz obitelji Kalašnjikov razvijen je puškomitraljez s oznakom RPK. Na temelju tih saznanja i otkrića u kragujevačkoj tvornici Zastava Arms razvijen je puškomitraljez M72 koji predstavlja derivat automatske puške s teškom cijevi i dvonožnim postoljem čime se osigurava veći domet. Tako je razvijen unificirani puškomitraljez s osnovnim oružjem pješaštva.

## Proizvodnja
Zastava M72 i M72A proizvedeni su 1972., dok u vojnu službu Jugoslavenske narodne armije ulaze 1973. godine. Irak 1978. godine dobiva licencu za proizvodnju obje verzije puškomitraljeza koji se proizvodio pod nazivom Al-Qudsi.

## Varijante
Zastava Arms iz Kragujevca proizvodi ovaj puškomitraljez u serijskoj proizvodnji i to u dvije varijante:
- M72 i
- M72 AB1

## Korisnici
- Srbija
- Irak